# Jules de Balincourt
Jules de Balincourt (* 1972 in Paris) ist ein französisch-US-amerikanischer Künstler.

## Leben
Nach der Scheidung seiner Eltern wuchs Jules de Balincourt seit den frühen 1980er Jahren in Los Angeles auf. Er studierte bis 1998 am California College of the Arts in San Francisco (Abschluss BFA) und darauf am Hunter College in New York, wo er im Jahr 2005 seinen Abschluss (MFA) machte.
Heute lebt und arbeitet Jules de Balincourt in Brooklyn, New York.
Er wurde bis 2010 von den Galerien Zach Feuer Gallery in New York und Arndt & Partner in Berlin und Zürich vertreten; seitdem arbeitet er mit der Galerie Deitch in den USA und mit der Galerie Ropac in Paris und Salzburg zusammen.

## Ausstellungen
- „Greater New York“, MoMA PS1, New York 2005
- „Accidental Tourism and The Art of Forgetting“, Arndt & Partner, Berlin 2006
- „Notre histoire...“, Palais de Tokyo, Paris 2006
- „USA Today“, Royal Academy of Arts, London 2006
- „Unknowing Man’s Nature“, Zach Feuer Gallery, New York 2007
- Musée d’art moderne de la Ville de Paris, Paris 2007
- „Jules de Balincourt – Peintures 2004–2013“, Musée des beaux-arts de Montréal, Montréal 2013
- „Focus: Jules de Balincourt“, Modern Art Museum of Fort Worth, Fort Worth, Texas 2014
- „As Far West As We Could Go“, Kasseler Kunstverein, Kassel 2015